# Марьяновка (Александровская поселковая община)
Марья́новка (укр. Мар'янівка) — село в Александровской поселковой общине Кропивницкого района Кировоградской области Украины.
До 2020 года входило в Александровский район
Население по переписи 2001 года составляло 2 человека. Телефонный код — 5242. Код КОАТУУ — 3520586003.